# Principe de l'Exclusif
Pour les articles homonymes, voir Exclusif (homonymie).
 (novembre 2017).
Le principe de l'Exclusif est le régime sous lequel étaient placés tous les échanges commerciaux entre les colonies et la France aux XVIIe et XVIIIe siècles.
Selon ce principe, tout ce que la colonie produit doit être exporté vers la métropole et tout ce que la colonie importe doit venir de la métropole ou être transporté par des bateaux français. De même, les ports de la colonie ne peuvent ni acheter, ni vendre aux bateaux étrangers, fussent-ils issus des colonies étrangères voisines.
Le concept de commerce interlope, développé dès le XVIIe siècle par les navires hollandais puis anglais, déroge au principe de l'Exclusif.
Conçu pour enrichir l'État, ce régime soumet la prospérité des planteurs à celle de leurs agents métropolitains, qui ont le monopole d'un péage qu'ils appliquent dans les deux sens. Dans la colonie, l'Intendant, représentant l'État en matière de finances, de justice et de police, est chargé d'appliquer cette règle.
Lorsqu'il prend le pouvoir en 1799, Bonaparte « envisage un retour à l'Exclusif, qui était déjà devenu caduc dans les dernières décennies de l'Ancien Régime ».
Bien avant la Révolution française, le "Principe de l'Exclusif" avait « toujours été au cœur des critiques des colons », mais aussi des libéraux qui y voient une méthode artificielle pour favoriser uniquement des intérêts particuliers,.
Chaque tentative de revenir à «l'Exclusif » sera perçu comme tyrannique par les grands colons aux Antilles françaises, qui constatent qu'ils peuvent parfois acheter à meilleur marché, mais surtout vendre plus cher qu'à la Métropole, avec des coûts de transport plus bas, par exemple à la nouvelle nation américaine toute proche.
Ce grief envers l'administration royale et l'espoir d'en finir avec les projets pour le rétablir explique leur soutien initial à la Révolution française.